# Васильев, Ефим Николаевич
Ефим Николаевич Васильев (1931—2016) — советский и российский партийный и государственный деятель.

## Биография
Родился 3 апреля 1931 года в селе Чаран Синского наслега Орджоникидзевского района Якутской АССР (ныне Хангаласский улус Республики Саха (Якутия)) в семье крестьянской семье.
В десятилетнем возрасте остался круглым сиротой. В годы Великой Отечественной войны начал свою трудовую деятельность в колхозе.
В 1950 году окончил Покровскую среднюю школу и в 1951 году поступил в Якутский педагогический институт (ныне Северо-Восточный федеральный университет имени М. К. Аммосова). По окончании вуза работал учителем Синской и Покровской средних школ, затем — заведующим Покровским интернатом и директором Тит-Аринской школы, а с 1958 по 1960 год был заведующим районным отделом народного образования Орджоникидзевского района.
Член КПСС с 1956 года. Занимался партийной деятельностью: в 1961 году являлся заведующим отделом пропаганды и агитации Орджоникидзевского райкома КПСС, потом был избран вторым секретарем Орджоникидзевского райкома КПСС.
В 1970 году Е. Н. Васильев стал председателем исполкома Орджоникидзевского районного Совета народных депутатов. С 1974 по 1983 год он работал на должности министра культуры Якутской АССР. С 1983 по 2005 год Васильев замещал выборную должность председателя областного (республиканского) комитета профсоюза работников госучреждений и общественного обслуживания. За многолетнюю и плодотворную деятельность на этом посту он был награждён нагрудными знаками Федерации независимых профсоюзов России «За активную работу в профсоюзах» и «За заслуги перед профсоюзным движением России».
За свою трудовую деятельность Ефим Николаевич Васильев неоднократно избирался депутатом районного совета народных депутатов, членом районного и областного комитетов, был депутатом Верховного Совета Якутской АССР трех созывов; в течение 20 лет он избирался членом Центрального комитета профсоюза, в том числе 10 лет являлся членом его Президиума, также неоднократно избирался делегатом Съезда Федерации независимых профсоюзов России.
Умер 4 сентября 2016 года в Якутске.

## Заслуги
- Награждён двумя орденами «Знак Почёта» и медалями, в числе которых «За доблестный труд в Великой Отечественной войне 1941—1945 гг.».
- Удостоен званий Отличник культуры СССР, Отличник гражданской обороны СССР, Заслуженный работник народного хозяйства Республики Саха (Якутия).
- Награждён Почетными грамотами Президиума Верховного Совета Якутской АССР.
- Почетный гражданин Хангаласского улуса и Синского наслега этого же улуса.